# Proconsul heseloni
Proconsul heseloni é uma espécie extinta de primata catarrino incluído na família dos Proconsulidae pela análise de um fragmento de crânio e grande parte do pós-crânio encontrado no Quênia em níveis de 18,5 e 17 milhões de anos atrás.
Proconsul heseloni é a menor das quatro espécies com peso médio estimado em 10,9 kg, com base em vários espécimes.